# 自由体
自由体（じゆうたい、英: free body）とは、外力を受ける物体に対してその一部分を仮想的に切り離して考えたものである。外力を受ける物体には内力が発生し、自由体はその内力を受けて運動や変形をする。自由体にかかる内力を図示したものを自由体図（英: free body diagram）という。
物体にかかる外力が釣り合い状態にあるとき、自由体にかかる内力も釣り合いの状態にある。